# 제2항공군 (일본군)
제2항공군(第二航空軍 다이니코쿠군[*], 영어: Second Air Army)은 일본 제국 육군 항공대의 군이다. 통칭호는 "羽 하네[*]→날개병단", 단대호는 2FA.

## 역사
1936년 5월 23일, 육군 항공대 창설에 따라 일본 본토의 모든 항공부대를 총괄하는 조직인 "항공병단"(航空兵団)으로 창설되었다. 항공병단 본부의 편성을 끝낸 사령부는 8월 1일에 도쿄부 도쿄시 고지마치구 하야부사정 1초메 13번지에 설치하였다.
1937년 중일 전쟁이 일어나자, 7월 15일에 항공지원을 위해 임시 항공병단이 편성되어 남만주에 파견되었다. 7월 26일에 중국으로 건너가 지나 주둔군으로 전속하였고 화베이에 배치되었다. 8월 31일, 북지나 방면군으로 전속하였다. 9월 11일, 예하 제4비행단과 비행 제7대대를 추가 전속받아 "쇼 작전"(일본어: 諸作戦 쇼사쿠센[*])에 참가하였다.
1938년 3월에 임시 항공병단의 부대 편성이 개정되어 정식부대가 되었다.
1939년 9월 1일, "대륙명 제344호"에 따라 관동군으로 전속하게 됨에 따라 화베이에서 철수하여 만주로 옮겨갔다. 할힌골 전투에 참가하였다.
1942년 6월 1일, "제2항공군"으로 재편성되었다. 제2비행사단과 제4비행사단를 편성하였다.
1944년, 제2, 4비행사단은 대본영의 "대륙명 제1010호"에 따라 남방으로 전속하였다.
1945년 8월, 소련-일본 전쟁에서 붉은 군대와의 교전하던 도중에 종전을 맞이하였다.

## 지휘부

### 사령관
항공병단장
1. 도쿠가와 요시토시: 1936년 8월 1일

임시항공병단
1. 중장 도쿠가와 요시토시: 1937년 7월 15일

항공병단
1. 중장 도쿠가와 요시토시; 1938년 4월
2. 중장 에바시 에이지로; 1938년 12월 13일
3. 중장 안도 사부로; 1939년 12월 1일
4. 중장 스즈키 요리미치; 1941년 12월 1일

제2항공군
1. 중장 야스다 다케오; 1942년 6월 1일
2. 중장 데라모토 구마이치; 1943년 5월 1일
3. 중장 이왕은; 1943년 7월 20일
4. 중장 야스다 다케오; 1945년 4월 1일

### 참모장
항공병단
1. 대령 이마자와 스테지로; 1936년 8월 1일
2. 소장 이와시타 신타로; 1937년 8월 11일
3. 소장 데라모토 구마이치; 1938년 6월 10일
4. 소장 시모야마 다쿠마; 1939년 8월 1일 ~ 1942년 2월 2일

제2항공군
1. 소장 후지모토 데쓰쿠마; 1942년 6월 1일
2. 소장 가와가미 기요시: 1943년 5월 19일
3. 소장 요시나가 朴; 1944년 6월 20일
4. 소장 후루야 겐산; 1945년 7월 16일 ~ 종전

## 부대
| - 제1비행단 (가가미하라): 소장 에바시 에이타로 - 비행 제1연대 (가가미하라) - 비행 제2연대 (가가미하라) - 비행 제3연대 (요카이치) - 비행 제7연대 (하마마쓰) - 비행 제13연대 - 제2비행단 (회령): 소장 기노시타 하야시 - 비행 제6연대 (평양) - 비행 제9연대 (회령) - 제3비행단 (핑둥): 소장 지가 주지 - 비행 제8연대 (핑둥) - 비행 제14연대 (자이) - 비행 제4연대 - 비행 제5연대 | 마지막 편성 - 제2비행집단: 중장 데라모토 구마이치 - 제2비행단: 소장 나카무라 미아케 - 비행 제6전대 - 비행 제9전대 - 비행 제65전대 - 제2항공지구사령부 - 제8비행단: 소장 다부 노보루 - 비행 제32전대 - 비행 제33전대 - 비행 제58전대 - 제8항공지구사령부 - 항공통신 제2연대 - 제9비행단: 소장 하시모토 히데노부 - 비행 제24전대 - 비행 제45전대 - 비행 제61전대 - 제9항공지구사령부 - 제13비행단: 대령 이마가와 잇사쿠 - 비행 제85전대 - 비행 제87전대 - 제13항공지구사령부 - 하쿠죠시 육군비행학교 교도비행단: 소장 하라다 우이치로 - 비행 제208전대 - 시라시로코 교도항공지구사령부 - 비행 제7전대 - 비행 제70전대 - 제6항공지구사령부 - 제10항공지구사령부 - 항공통신 제5연대 - 항공통신 제6연대 - 관동군 기상대 - 제7야전항공수리창 - 제8야전항공수리창 - 제9야전항공수리창 - 제10야전항공수리창 - 제11야전항공수리창 - 제12야전항공수리창 - 제7야전항공보급창 - 제8야전항공보급창 - 제9야전항공보급창 - 제10야전항공보급창 - 제11야전항공보급창 - 제12야전항공보급창 | 마지막 편성 - 독립 제15비행단: 소장 이마가와 잇사쿠 - 비행 제104전대 - 제2항공지구사령부 - 제14항공지구사령부 - 제28항공지구사령부 - 제57항공지구사령부 - 제58항공지구사령부 - 독립 제101교육비행단: 소장 시카타 미쓰유키 - 제2항공군 제1교육대 - 제2항공통신연대 - 제8항공통신연대 - 제3항공정보연대 - 제11항공정보연대 - 제4항공로부 - 제2기상연대 - 관동군 항공창: 소장 다키 노보루 - 제9야전항공수리창 - 제10야전항공수리창 - 제11야전항공수리창 - 제12야전항공수리창 - 제8야전항공보급창 - 제9야전항공보급창 - 제11야전항공보급창 |

## 기록

### 계보
- 1936년 5월 23일, 航空兵団→항공병단
- 1942년 6월 1일, 第二航空軍→제2항공군

### 소속
1. 지나 주둔군, 1937년 7월 26일
2. 북지나 방면군, 1937년 8월 31일
3. 관동군, 1939년 9월 1일
4. 항공총군; 1945년 4월 8일

### 참전
- 할힌골 전투
- 아시아-태평양 전구
  - 중일 전쟁
  - 소련-일본 전쟁

## 참고
- 秦郁彦 (2005). 《日本陸海軍総合事典》 (일본어) 2판. 東京大学出版会.
- 外山操 (1987).  森松俊夫編著, 편집. 《帝国陸軍編制総覧》 (일본어). 芙蓉書房.
- 木俣滋郎 (1987). 《陸軍航空隊全史》. 航空戦史シリーズ (일본어) 90. 朝일ソノラマ.
- 防衛研修所戦史室 (1971). 《陸軍航空の軍備と運用 昭和十三年 初期まで》. 戦史叢書 (일본어) 1. 朝雲新聞社.
- 防衛研修所戦史室 (1974). 《陸軍航空の軍備と運用 昭和十七年 前期まで》. 戦史叢書 (일본어) 2. 朝雲新聞社.
- 防衛研修所戦史室 (1976). 《陸軍航空の軍備と運用 大東亜戦争終戦まで》. 戦史叢書 (일본어) 3. 朝雲新聞社.